# Василівка (Снігурівська міська громада)
Васи́лівка (в минулому — Отбідо-Василівка) — село в Україні, у Снігурівській міській громаді Баштанського району Миколаївської області.

## Географія
Фізична відстань до Снігурівки — 1,7 км, до Києва — 385,7 км.
Сусідні населені пункти:

## Історія
Наприкінці XVIII століття внаслідок тривалої боротьби з Османською імперією було визволене Північне Причорномор'я — одвічні слов'янські землі. За Кючук-Кайнаджирським мирним договором в 1774 році до Російської імперії відійшли землі між Дніпром і Бугом, а в 1784 році було приєднано Крим.
Саме під впливом цих подій і постає на карті українських земель сучасне село Василівка.
Спочатку село мало назву Тамарино, на честь його власника — Тамари (ймовірно Василя Степановича Тамари (1740—1813)). Воно почало заселятися очевидно у 1780-х роках.
Можна достеменно говорити про 1786 рік як реальну дату існування населеного пункту. У спогадах Жільбера Ромма «Путешествие в Крым в 1786 г.» згадується:
|  | "От Давидова брода мы поехали на Терноват, лежащий за 16 в. [от Херсона], и оттуда на Крынки, тоже за 16 в., где переночевали. Неподалеку оттуда находится деревня Тамарино, принадлежащая нашему другу Тамара.". |

Про точну дату заснування наразі інформація відсутня.
1787 року відбулася відома подорож Катерини II до Криму. Хоча зараз відсутні документальні свідчення про проїзд імператриці через село пана Тамари, у народі утвердилася легенда про те, що цариця все ж проїжджала через цей край. Навіть зупинилась і пообідала у «пана Василя». У пам'ять про цю легендарну подію згодом відбулося перейменування села з Тамарино на Отбідо-Василівку. Варто зазначити, що за більш ніж двохсотрічну історію серед документів і в народній пам'яті жителів окрім даного збереглися інші різні варіанти, при цьому як власне українські, так і кальковані варіанти з російської мови. Наприклад: Отбідо-Василівка, Отбєдо-Василівка, Обідівка, Обєдовка, Обідово, Обєдово, Отобєдово.
1790 року в селі була збудована дерев'яна однопрестольна церква.
1856 року за матеріалами земського суду в селі Отбідо-Василівка налічувалось 42 двори. Згідно з цими ж даними, у середині XIX ст. село продовжувало перебувати у власності нащадків Тамари
Станом на 1886 рік у селі Отбідо-Василівка, центрі Отбідо-Василівської волості Херсонського повіту Херсонської губернії, мешкало 469 осіб, налічувалось 89 дворів, існували православна церква та лавка. За 12 верст — трактир. За 16 верст — трактир. Того ж року на місці поряд із згорілою старою дерев'яною церквою на кошти прихожан була збудована нова кам'яна церква на честь Різдва Христового. Нова споруда відноситься до нововізантійського архітектурного стилю. Її дзвіниця була вищою за головний купол. На жаль, у 1930-х роках під час безбожної п'ятирічки дзвіницю було зруйновано.
До 1912 року село було центром Отбідо-Василівської волості. До волості входили такі населені пункти: Отбідо-Василівка, Бобровий Кут, Велика Сейдеминуха, Галаганівка, Євгенівка, Єлизаветівка (Тарасова), Іванівка (Кепене), Мала Сейдеминуха, Павлівка, Юр'ївка (Георгіївка).
На 1981 рік село було центром Василівської сільради, до якої належали села Безіменне, Євгенівка, Івано-Кепине, Павлівка та Тамарине. У селі була восьмирічна школа (11 учителів, 116 учнів), клуб на 350 глядацьких місць, бібліотека з книжковим фондом 8,3 тис. екземпляр, медпункт, дитячий садок на 45 місць, чотири магазини, швальня, відділення зв'язку, ощадна каса, АТС на 100 номерів.
В останні роки існування СРСР Василівська сільрада була поділена на три інші сільські ради: власне Василівська (Василівка, Євгенівка, Павло-Мар'янівка), Павлівська (Павлівка, Івано-Кепине) та Тамаринська (Безіменне, Тамарине).

## Населення
Станом на 1 квітня 1926 року в Отбідо-Василівці налічувалось 916 осіб.
Згідно з переписом УРСР 1989 року чисельність наявного населення села становила 921 особа, з яких 436 чоловіків та 485 жінок.
За переписом населення України 2001 року в селі мешкало 827 осіб.

### Мова
Розподіл населення за рідною мовою за даними перепису 2001 року:
| Мова       | Відсоток |
| ---------- | -------- |
| українська | 96,26 %  |
| російська  | 3,02 %   |
| молдовська | 0,60 %   |